# LATAM Express
LAN Express (mã IATA = LU, mã ICAO = LXP) là hãng hàng không của Chile, trụ sở ở Santiago. LAN Express là hãng phụ của LAN Airlines. Căn cứ chính của hãng ở Sân bay quốc tế Comodoro Arturo Merino Benítez, Santiago.

## Lịch sử
Hãng được thành lập từ tháng 9/1958 dưới tên Ladeco. Tháng 8/1995 LAN Airlines mua hãng Ladeco. Tháng 10/1998 LAN Airlines hợp nhất Ladeco với Fast Air thành LAN Express. Hiện nay LAN Express có nhiều tuyến đường quốc nội và vài tuyến quốc tế trong khu vực.

## Các nơi đến
(Tháng 1/2005):
- Chile

- Antofagasta
- Arica
- Balmaceda
- Calama
- Concepción
- Copiapó
- El Salvador
- Iquique
- La Serena
- Osorno
- Pucon
- Puerto Montt
- Punta Arenas
- Santiago
- Temuco
- Valdivia

- Argentina

- San Carlos de Bariloche

- Brasil

- Rio de Janeiro
- São Paulo.

## Đội máy bay
(Tháng 2/2008) :
- 2 Airbus A319-100 (CC-COU, CC-COX)
- 4 Airbus A320-200
- 6 Boeing 737-200